# Deherainia
Die Deherainia sind eine Pflanzengattung aus der Unterfamilie der Theophrastoideae. Die Gattung ist nach dem französischen Naturwissenschaftler Pierre-Paul Dehérain (1830–1902) benannt.

## Beschreibung
Deherainia sind Sträucher oder kleine Bäume. Die Blätter sind mittelgroß und ganzrandig.
Der Blütenstand ist eine endständige Traube aus einzelnen bis wenigen Blüten mit unangenehmen Geruch, oder die Blüten erscheinen einzeln. Die Blüten sind fünfzählig und zwittrig mit doppelter Blütenhülle, die Krone ist breit glocken- bis urnenförmig und grün. Die kleinen Anhängsel (Staminodien) der Krone sind lanzettlich oder verkehrt-eiförmig, die Staubfäden sind am Ansatz vereint, die Staubbeutel stumpf-dreieckig.
Die Frucht, eine Beere, ist eiförmig, zur Spitze hin sich verjüngend, das Perikarp ist dünn und brüchig.

## Verbreitung
Die Gattung ist beheimatet von Ost-Mexiko bis Honduras sowie in Costa Rica.

## Systematik
Die Gattung enthält drei Arten, eine vierte aus Kuba wurde in eine eigene Gattung, Neomezia, gestellt.
- Deherainia lageniformis Gómez-Laur. & N.Zamora – Costa Rica
- Deherainia matudae Lundell – südliches Mexiko bis Guatemala
- Deherainia smaragdina (Linden) Decne. – südliches Mexiko bis Belize und Honduras

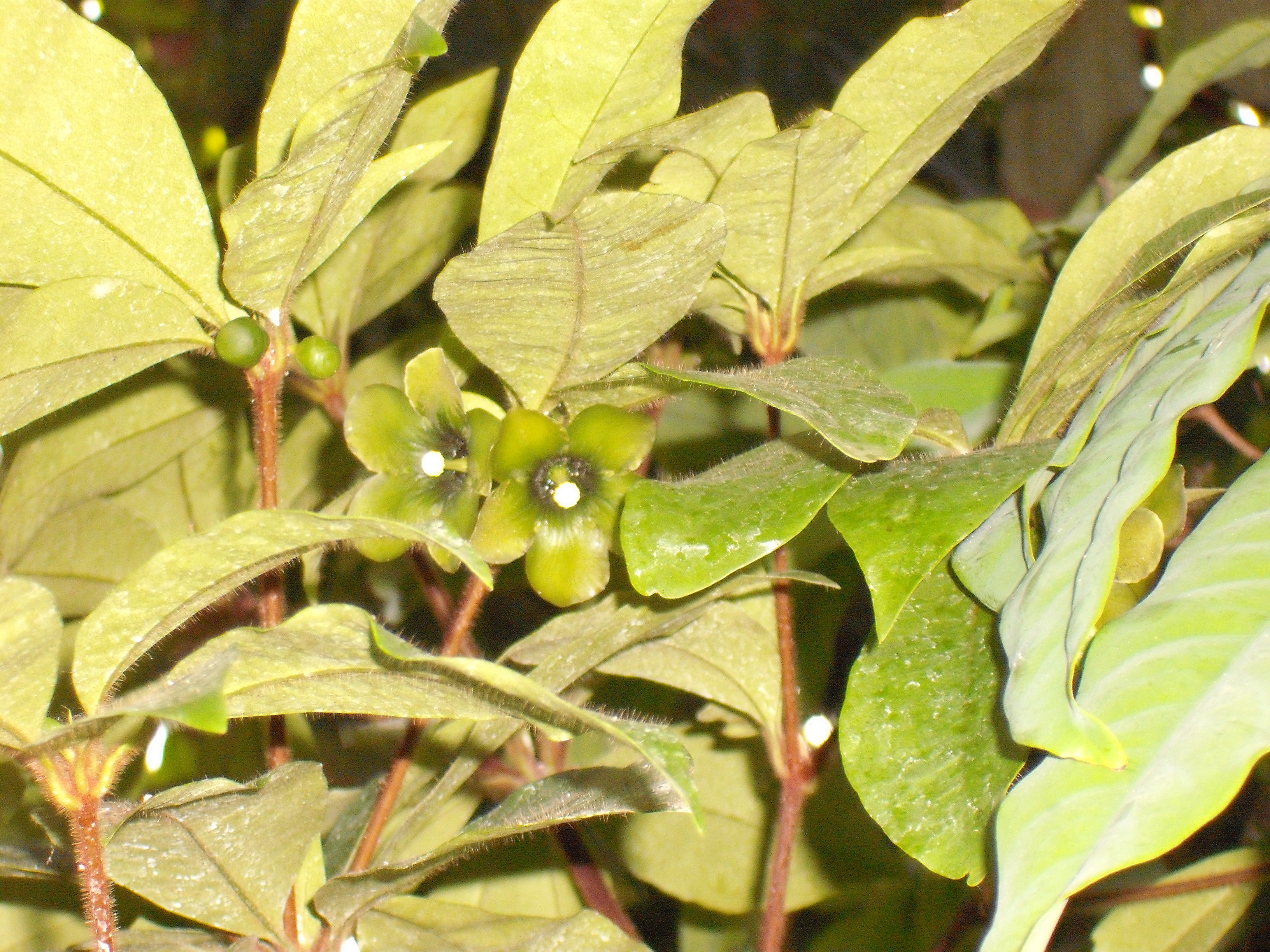
Deherainia smaragdina

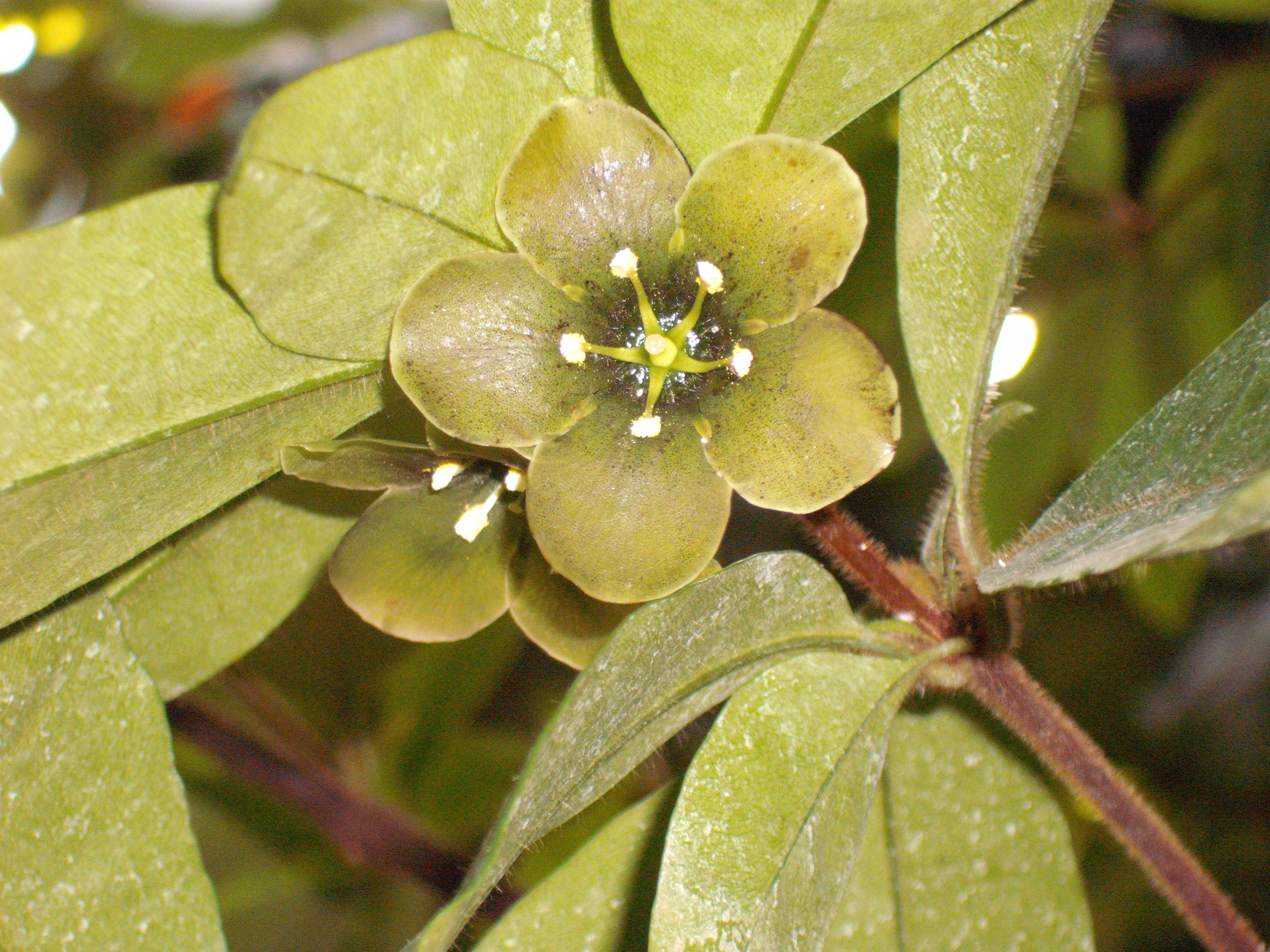
Deherainia smaragdina

## Nachweise
- B. Stahl: Theophrastaceae. In: Klaus Kubitzki (Hrsg.): The Families and Genera of Vascular Plants. Volume 6: Flowering Plants, Dicotyledons: Celastrales, Oxalidales, Rosales, Cornales, Ericales. Springer, Berlin / Heidelberg / New York 2004, ISBN 3-540-06512-1, S. 472–478 (englisch, eingeschränkte Vorschau in der Google-Buchsuche).